# Martin Griffin
Martin Griffin (Plymouth, 1950 - 6 januari 2020) was een Brits drummer.
Griffin begon te spelen in een muziekgroep Ark. Hij werd door Hawkwindleden Bob Calvert en Dave Brock mee te spelen in The Sonic Assassins toen Calvert moest herstellen van een zenuwinzinking (1977). Toen die voorbij was, werd Griffin net zo goed weer aan de kant gezet. Echter toen Hawkwind vlak daarna opgeheven werd en Brock en Calvert de band onder de naam Hawklords herstelden werd Griffin weer opgeroepen (1978). Ook het tijdperk Hawklords duurde kort en Griffin viel weer uit de band (1979) na onenigheid met Calvert. In 1981 werd hij weer opgeroepen, toen Ginger Baker de toenmalige versie van Hawkwind verliet. In 1983 is hij weer verdwenen: Andy Anderson volgde hem op. Daaropvolgend speelde Griffin enige tijd mee in de Lloyd-Langton Group, een kloon van Hawkwind.
Daarna ontbreekt elk spoor, totdat in 2009 Steve Swindells, Harvey Bainbridge en Griffin Hawklords nieuw leven probeerden in te blazen, hetgeen mislukte. In 2010 hielp Griffin bij de opname van The Normals, een plaatselijk bandje in Devon.

## Discografie
- 1978: Hawklords: 25 Years On
- 1982: Hawkwind: The church of Hawkwind
- 1982: Hawkwind: Choose your masques
- 1983: Hawkwind: Zones
- 1985: Lloyd-Langton Group: Night air
- 1987: Hawkwind: Out & intake
- 1991: Hawkwind: Sonic attack
- 1992: Hawklords: Hawklords live '78

Hij heeft niet te maken met de uitgeverij Martin's Griffin.